# Huyton
Huyton is een plaats in het bestuurlijke gebied Knowsley, in het Engelse graafschap Merseyside. De plaats telt 33.193 inwoners.
Het is onderdeel van de Liverpool Urban Area, en het delen van grenzen met de buitenwijken van Dovecot, Knotty Ash en Belle Vale.
Historisch gezien in Lancashire, Huyton was een oude parochie die bevatte Croxteth Park, Knowsley en Tarbock.

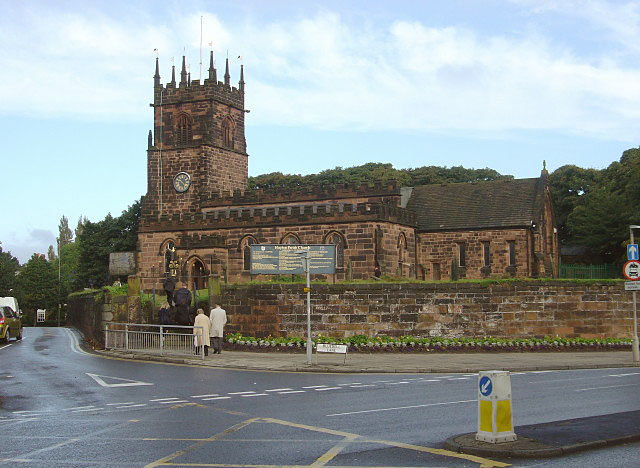
Parochiekerk van Huyton
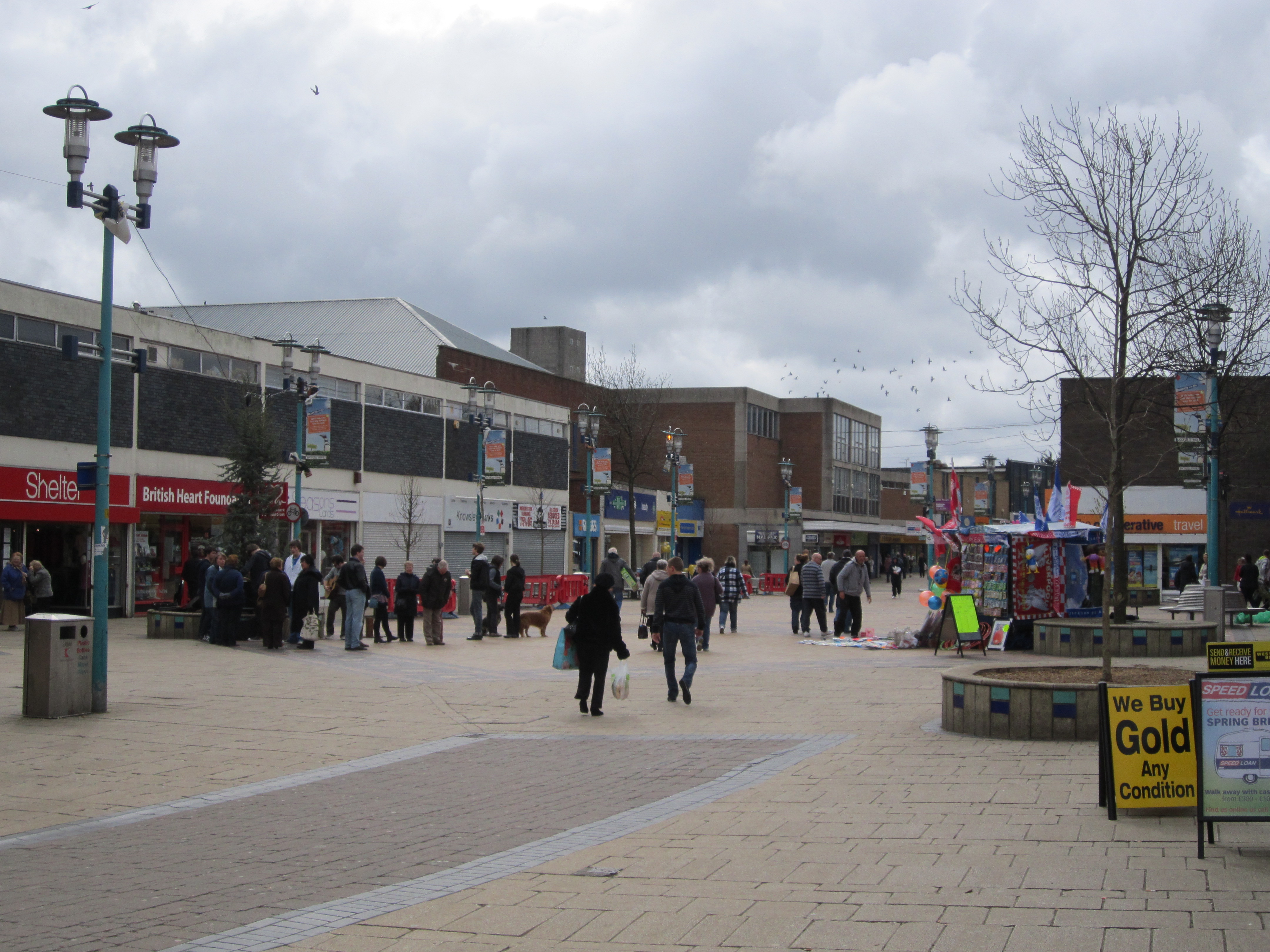
Derby Road

## Geschiedenis

### Middeleeuws
Huyton werd eerst geregeld ongeveer 600-650 na Chr. De nederzetting werd gesticht op een lage heuvel, omgeven door ontoegankelijke moerassen. Het eerste deel van de naam kan een gebied aan de oever van de rivier de Alt suggereren. (Het gebied van land dat nu bekend staat als Huyton Wetlands is de bron van de rivier).
Huyton wordt vermeld in het Domesday Book van 1086, gespeld als Hitune.

### Industriële ontwikkeling
Huyton-with-Roby ligt in de buurt van de zuidwestelijke uiteinde van het voormalige Lancashire steenkolenbekken. In de 19e eeuw, Welsh immigranten vestigden zich in het gebied om te werken in de nabije colleries.
Huyton en Roby hebben stations gelegen aan de beroemde Liverpool and Manchester Railway. De bouw van de spoorlijn werd begeleid door George Stephenson, en toen het in 1830 opende, werd's werelds eerste reguliere passagierstrein service.

### Tweede Wereldoorlog
Tijdens de Tweede Wereldoorlog, Huyton leed bombardementen door de Luftwaffe. Sommige bewoners werden gedood of gewond, maar Liverpool, Bootle en Birkenhead leed nog erger schade. In tegenstelling tot Liverpool, werden schoolkinderen niet geëvacueerd uit Huyton, maar scholen en huizen werden voorzien van schuilkelders.
Huyton had drie oorlogstijd kampen: een interneringskamp, een krijgsgevangenenkamp en een basis voor de Amerikaanse militairen.
De interneringskamp, een van de grootste in het land, is gemaakt voor mensen die een potentiële bedreiging voor de nationale veiligheid werden geacht.
Huyton geïnterneerden opgenomen kunstenaars Martin Bloch, Hugo Dachinger en Walter Nessler, danser Kurt Jooss, muzikanten, socioloog Norbert Elias, antropoloog Eric Wolf en componist Hans Gál.
Meer dan 40 procent van de geïnterneerden Huyton waren meer dan 50 jaar oud.
De krijgsgevangenenkamp gesloten in 1948.

### Recente evenementen
Huyton werd de nationale aandacht gebracht in 2005 na de racistische moord op zwarte tiener Anthony Walker in McGoldrick Park. Twee witte lokale jongeren werden later schuldig bevonden aan de moord en werden veroordeeld tot levenslange gevangenisstraf. Ze waren 17-jarige Michael Barton en 20-jarige Paul Taylor.
In juli 2008, een 18-jarige man, Michael Causer, werd geslagen tot de dood in een homofobe aanval op een huis in Huyton.

## Bestuur
In 1894 werd de gemeente opgenomen in de Huyton-with-Roby Urban District.
Gedurende de jaren 1930, de stad gebouwd vier grote woonwijken in het noordwesten van Huyton-with-Roby. Deze Liverpool 'overloop' woonwijken waren Fincham, Huyton Farm, Longview en Woolfall Heath. Andere, kleinere ontwikkelingen werden in opdracht van de stadsdeelraad, of particulier opdrachtgeverschap.
In 1950 was de bevolking meer dan 55.000, de overgrote meerderheid van hen had op het gebied van Liverpool verhuisd.
Na de Tweede Wereldoorlog, de wijk met succes gevochten off absorptie in de grenzen van de gemeenteraad van Liverpool. Op 1 april 1974 Huyton-with-Roby werd een deel van de Metropolitan Borough of Knowsley.

## Verkeer

### Snelwegen
Huyton ligt ten westen van de snelweg M57, die de grens markeert. Het centrum van Liverpool ligt op 6 mijl (9,7 km) naar het westen, via de snelweg M62.

### Spoorwegen
Station Huyton wordt bediend door geregelde diensten van en naar Liverpool, St Helens, Wigan en daarbuiten.

### Bussen
Huyton Busstation serveert de plaats. Het busstation ligt aan Huyton Hey Road, grenzend aan het winkelcentrum en 140 meter van het station Huyton.
Bussen van Huyton Busstation dienen bestemmingen zoals Liverpool, Kirkby, St Helens, Warrington, Runcorn en de Liverpool John Lennon Airport.

## Onderwijs
Huyton heeft een middelbare school, Lord Derby Academy, en 15 basisscholen.

## Voorzieningen
Het winkelcentrum van Huyton wordt genoemd door de bewoners als "the village", dat verwijst naar toen het centrum werd een landelijke dorpsgemeenschap. Het gebied heeft een Asda supermarkt in de buurt van "the village", dat is een van de grootste in Europa. Er zijn ook ongeveer 100 andere onafhankelijke winkels, en een overdekte markt. Het gebied heeft twee bibliotheken: Huyton Library en Page Moss Library. Er is ook een galerie voor hedendaagse kunst in Huyton Library.
Huyton is de thuisbasis van de National Wildflower Centre, dat zich in Court Hey Park.
Er zijn ook nog eens zeven parken: Bowring Park, Huyton Wetlands, Jubilee Park, McGoldrick Park, Sawpit Park, Stadt Moers Park (dekt land tussen Whiston en Huyton) en St. John's Millennium Green. Er zijn ook negen speelplaatsen voorkinderen.
Huyton heeft een veld in gedenkteken aan Koning George V.
In januari 2012, werd de Longview Social Club verwoest door een brand op het terrein.
In de vroege uren van 16 april 2015, vier supermarkten in Longview Shops werden verwoest door een brand, en werden later gesloopt als gevolg van grote schade. De brand begon in een One-Stop winkel en verspreid over drie andere winkels. Merseyside Police later bleek dat de brand werd veroorzaakt door een poging tot inbraak.

## Geboren
- Rex Harrison (1908-1990), Engels film- en theateracteur
- John McCabe (1939), componist, muziekpedagoog en pianist
- Joey Barton (1982), Engels voetballer
- Callum McManaman (1991), Engels voetballer
- Chris Long (1995), Engels voetballer

## Overleden
- Brian Labone (1940-2006), Engels voetbalspeler